# Ola (Arkansas)
Ola is een plaats (city) in de Amerikaanse staat Arkansas, en valt bestuurlijk gezien onder Yell County.

## Demografie
Bij de volkstelling in 2000 werd het aantal inwoners vastgesteld op 1204.
In 2006 is het aantal inwoners door het United States Census Bureau geschat op 1229, een stijging van 25 (2.1%).

## Geografie
Volgens het United States Census Bureau beslaat de plaats een oppervlakte van
5,1 km², waarvan 4,8 km² land en 0,3 km² water. Ola ligt op ongeveer 101 m boven zeeniveau.

## Plaatsen in de nabije omgeving
De onderstaande figuur toont nabijgelegen plaatsen in een straal van 24 km rond Ola.